# Лейкин, Элькон Георгиевич
Элькон Георгиевич Лейкин (известен под псевдонимом А. Зимин; 1902—1986) — советский экономист, участник зиновьевской (ленинградской), а затем троцкистско-зиновьевской (объединенной) оппозиции в ВКП(б) в 1925—1928 годах; почти 20 лет провел в лагерях и ссылках. Автор ряда книг, вышедших в «тамиздате», левый диссидент. Ученик Николая Бухарина.
Член РКП(б) с 1918 г. В 1927 окончил институт красной профессуры. В 1928 г. был исключён из партии за принадлежность к троцкистско-зиновьевскому блоку, восстановлен в партии в августе 1928 г. Был дважды репрессирован — в 1935 г. (содержался в СЛОН) и в 1947 г. (содержался в Лефортовской и Сухановской тюрьмах). Младший брат, Борис Лейкин, также поддерживал троцкистскую оппозицию и неоднократно подвергался репрессиям.
В своих написанных на склоне лет работах подвергал критике сталинизм, считая его извращающим «самые основы ленинизма» и изгоняющим «ленинизм как из дел мировой борьбы за социализм, так и из дел русской социалистической революции», продолжал поддерживать мировую революцию как залог построения действительного социализма в СССР и единственное условие для выживания человечества.

## Статьи
- Каутскианство в теории империализма // Под знаменем марксизма. 1926, № 11 и 12
- Экономические взгляды Чернышевского // Вестник Коммунистической академии. 1928, № 6.

## Книги
- А. Зимин Социализм и неосталинизм — Нью-Йорк: Chalidze Publications, 1981. — 218 с.
- А. Зимин У истоков сталинизма: 1918—1923 — Париж: Слово, 1984. — 404 с.